# Посадовий оклад
Посадовий оклад — щомісячний розмір погодинної оплати праці, установлюваний, як правило, для керівників, професіоналів, спеціалістів і технічних службовців. Основою посадових окладів є мінімальна тарифна ставка.
Праця цієї категорії працівників специфічна за своїм змістом, характером і методам виконання роботи. Основу її становить творчий процес — пошук і прийняття оптимальних технічних, організаційних та економічних рішень. Вона спрямована на досягнення максимальних результатів з найменшими затратами суспільної праці.
Праця професіоналів і фахівців характеризується вищим ступенем відповідальності, порівняно з працею робітників, тому, що правильне і своєчасне прийняття рішень визначає не тільки індивідуальні результати їхньої праці, а і значною мірою кінцеві результати та ефективність праці всього колективу підприємства.
Для встановлення посадового окладу на підприємствах широко застосовуються коефіцієнти співвідношення місячних посадових окладів керівників, професіоналів, фахівців і мінімальної заробітної плати.
Певний посадовий оклад визначається множенням коефіцієнта, який встановлено для цієї посади на визначену в галузевій тарифній угоді або у колективному договорі мінімальну тарифну ставку для розрахунку посадових окладів.
На підприємстві застосовуються різні доплати і надбавки, які є змінною частиною тарифної системи і залежать від виробничих умов. Згідно із Законом України «Про оплату праці» умови запровадження і розміри надбавок, доплат, винагород та інших заохочувальних, компенсаційних і гарантійних виплат установлюються у колективному договорі з дотриманням норм і гарантій, передбачених законодавством, генеральними та галузевими (регіональними) тарифними угодами.
За функціональним призначенням доплати і надбавки призначаються для компенсації або винагороди за суттєві відхилення від нормальних умов роботи, які не враховано в тарифних ставках і посадових окладах.
Надбавки і доплати враховують два фактори:
- компенсаційний;
- стимулюючий.

За нових економічних умов господарювання значно зростає роль доплат і надбавок працівникам за високі досягнення в праці, за виконання особливо важливих і відповідальних робіт.
Найчастіше використовуються надбавки за високу професійну майстерність працівників, високі досягнення у праці, вислугу років (трудовий стаж), виконання особливо важливої роботи (на певний період), знання і використання в роботі іноземних мов.
Висококваліфікованим робітникам, зайнятим на особливо відповідальних роботах, які потребують високої професійної майстерності і великого виробничого досвіду, розміри доплат можуть бути збільшені на: робітникам IV розряду — 16 %, V — до 20 %, VI — до 24 % тарифної ставки.
До доплат, які пов'язані з характеристикою сфери трудової діяльності і носять компенсаційний характер, відносяться доплати за несприятливі умови праці, високу інтенсивність праці (наприклад, на конвеєрах), роботу в нічний час, за суміщення професій (посад), за розширення порівняно з нормою зон обслуговування, виконання обов'язків тимчасово відсутніх працівників, керівництво бригадою, якщо бригадир не звільнений від основної роботи, роботу в понаднормований час, на період освоєння нових норм трудових затрат, роз'їзний характер роботи та ін.
Конкретні розміри доплат за умови праці визначаються на основі атестації робочих місць і оцінки фактичних умов зайнятості робітників на цих місцях. Наприклад, за роботу в несприятливих умовах праці на підприємствах установлюють такі розміри доплат:
- за роботу у важких та шкідливих умовах — до 12 %;
- за роботу в особливо важких та особливо шкідливих умовах праці — до 24 % тарифної ставки (посадового окладу).